# Курчанська височина
Курчанська височина (рос. Курча́нская возвы́шенность) — палеогенове тектонічне пасмо в межиріччі Кубані і Протоки (Темрюцький і Слов'янський райони). Витягнута в широтному напрямі на 45 км.
Центральне положення на пасмі займає Андріївська гора — склепінне підняття довжиною 20 км, шириною 2 км і висотою 122 м (вершина Фигура). У поперечному перетині «гора» асиметрична. Її південний схил, звернений до Кубані, короткий і крутий. Північний схил, звернений до Курчанського лиману, навпаки дуже пологий. Нижні частини схилів дуже еродовані і є урвищами висотою від 3 до 20 м.
Темрюцька гора розташована на захід від Андріївської. Вона поступається останній як за площею, так і за висотою (40 м). Проте в будові обох височин є багато спільного: асиметричність схилів, урвистисть провалів тощо.
Харківська гора ще менша за Темрюцьку: її довжина 8 км, а ширина 2 км. Зовні вона нагадує купол, вершина якого піднята на 25 м над рівнем моря.

## Ланки
- Словник топонімів Краснодарського краю [Архівовано 18 січня 2021 у Wayback Machine.](рос.)

| Росія | Це незавершена стаття з географії Росії. Ви можете допомогти проєкту, виправивши або дописавши її. |